# Шадау
Шадау (также Шадаукуль тадж. Шадау) — завальное озеро на Памире, в Мургабском районе Горно-Бадахшанской автономной области Таджикистана.
Площадь зеркала озера — 2,23 км², высота — 3239 метров над уровнем моря. Площадь водосбора — 80,5 км². Максимальная глубина 240—250 м, объем 0,2 км³. Озеро гидрологически связано с соседним Сарезским. В озеро впадают две реки: Шадау и Марджанай, обе менее 10 км длины.
Озеро Шадау образовалось в результате перекрытия ущелий рек Бартанг и Шадау Усойским завалом в феврале 1911 года. До 1914 года оба озера оставались бессточными, после вода стала фильтроваться через тело завала. Существует опасность разрушения завала и прорыва вод Шадау и Сарезского озера, который приведёт к большим разрушениям и человеческим жертвам.